# Francis Hepburn Chevallier-Boutell
Francis Hepburn Chevallier-Boutell (Aspall, 8 giugno 1851 – Paignton, 19 febbraio 1937) è stato un ingegnere e dirigente sportivo inglese, presidente della federazione calcistica argentina dal 1900 al 1906 e Gran maestro della Massoneria britannica in Sud America.

## Biografia
Nato dal reverendo Charles Boutell e dalla moglie Mary Chevallier, da giovane fu uno dei fondatori del Royal Naval Artillery Volunteers (1871). Nel 1873 si trasferì in Argentina, e nel 1876 sposò, a Montevideo, Rosa Granero (1861-1937), una donna spagnola da cui ebbe cinque figli; uno di loro, Frank John, divenne calciatore nel Lomas Athletic Club. In Argentina si dedicò ad attività commerciali, entrando a far parte della River Plate Trust Loan and Agency Company; venne iniziato alla Massoneria nella Loggia Dupla Alianza di San José nel 1878, e inizialmente fece parte del Grande Oriente d'Uruguay. Nel 1880 si affiliò alla Loggia Acacia di Montevideo. Nel 1900 assunse la presidenza della Argentine Association Football League; nel 1903 la Federazione cambiò nome in Argentine Football Association, denominazione che mantenne sino al 1912. Chevallier-Boutell lasciò la presidenza della AFA nel 1906, venendo sostituito Florencio Martínez de Hoz. Nel luglio 1908 divenne Gran Maestro della Gran Loggia distrettuale sudamericana della Gran Loggia unita d'Inghilterra.